# Frans van der Lugt
Frans van der Lugt, mest känd som pater Frans, född den 10 april 1938 i Haag, död den 7 april 2014 i Homs, var en nederländsk jesuitpräst, som blev skjuten och dödad av väststödda rebeller medan han arbetade för den utsatta kristna och muslimska befolkningen i Homs under inbördeskriget i Syrien.
van der Lugt inträdde i jesuitorden den 7 september 1959. Hans arbetsuppgifter handlade om utbildning. Åren 1964-66 var han i Libanon, där han studerade arabiska. År 1966 reste han till Syrien där han bodde resten av livet, nästan 50 år. Han  prästvigdes den 29 maj 1971. Van der Lugt startade ett närmiljöcenter och ett lantbruksprojekt 1980, kallat Al-Ard ("Jorden") strax utanför Homs, för psykiskt utvecklingsstörda. År 1992 utnämndes han till riddare av den nederländske Oranje-Nassau-orden för sitt engagemang för människorna i Syrien.